# Боруховский, Авиталь
Авиталь Боруховский (ивр. אביטל בורוחובסקי‎; род. 5 июля 1997, Реховот, Центральный округ) — израильский шахматист, гроссмейстер (2014). В составе сборной Израиля — участник командного чемпионата Европы 2013. Победитель командного Кубка Израиля (2016), чемпион Израиля среди юниоров в личном зачёте (2017).